# Bahmai (Verwaltungsbezirk)
Bahmai (persisch شهرستان بهمئی) ist ein Schahrestan in der Provinz Kohgiluye und Boyer Ahmad im Iran. Er enthält die Stadt Likak, welche die Hauptstadt des Verwaltungsbezirks ist.

## Demografie
Bei der Volkszählung 2016 betrug die Einwohnerzahl des Schahrestan 38.136. Die Alphabetisierung lag bei 82 Prozent der Bevölkerung. Knapp 53 Prozent der Bevölkerung lebten in urbanen Regionen.
| Zensusjahr | Einwohnerzahl |
| ---------- | ------------- |
| 2011       | 37.048        |
| 2016       | 38.136        |